# Damasippoides
Damasippoides is een geslacht van wandelende takken uit de familie Damasippoididae. De wetenschappelijke naam van dit geslacht is voor het eerst voorgesteld door Karel Brančik in een publicatie uit 1893. De soorten van dit geslacht komen op Madagaskar voor.

## Soorten
Het geslacht Damasippoides omvat de volgende soorten:
- Damasippoides albomarginatus Redtenbacher, 1906
- Damasippoides erythropterus Redtenbacher, 1906
- Damasippoides xanthostictus Brancsik, 1893